# Svenskt biografiskt lexikon

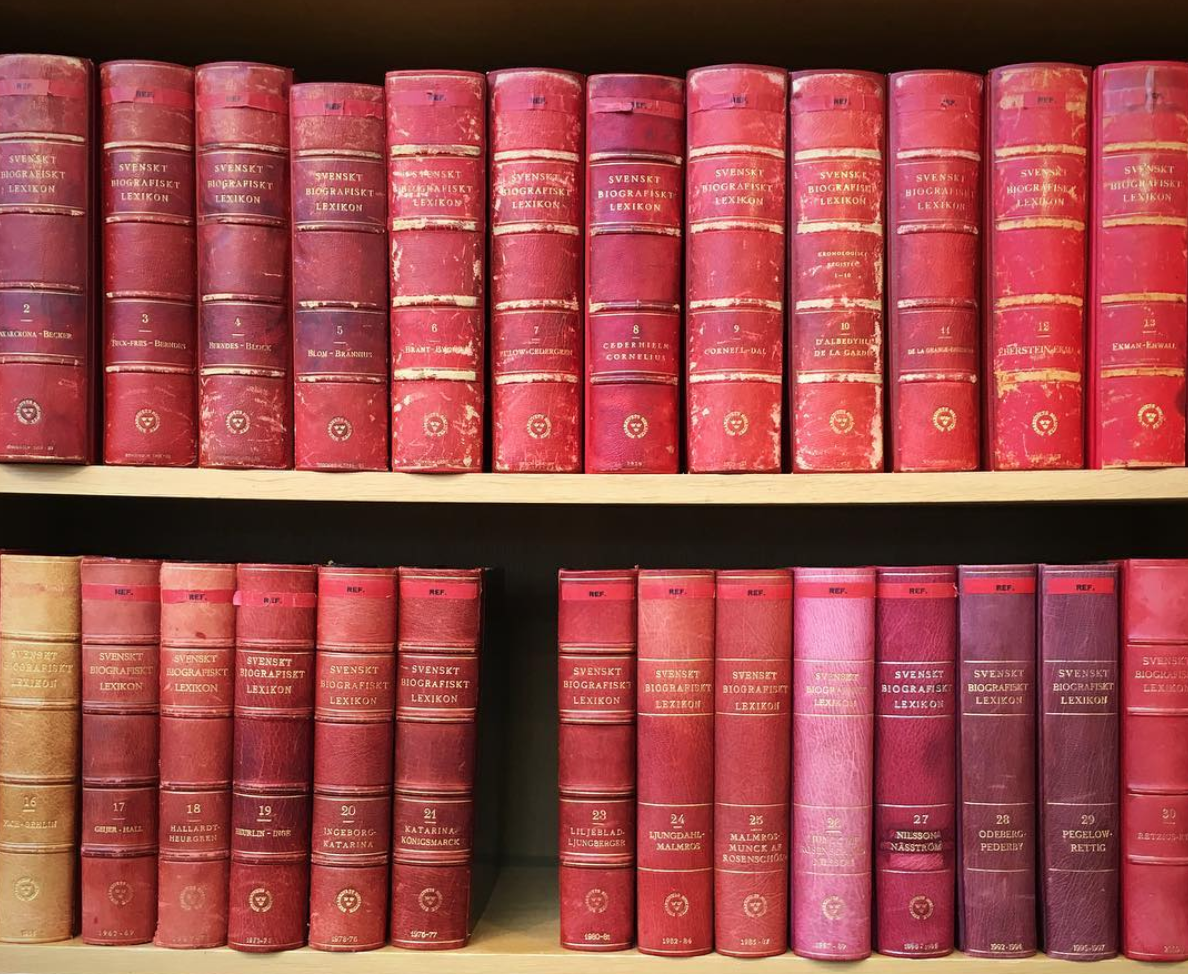
Regal mit dem SBL im Reichsarchiv in Stockholm

Das Svenskt biografiskt lexikon (SBL; deutsch „Schwedisches biographisches Lexikon“) ist die größte allgemeine schwedische Nationalbiographie und Nachfolger des Svenskt biografiskt handlexikon. Seit 1917 sind 34 Bände (über 9.000 Artikel auf 27.200 Seiten) erschienen, von Abelin bis Södersten. In den ersten zehn Bänden (Abelin bis De la Gardie, 1931) wurden sowohl lebende als auch tote Personen aufgenommen, danach aber nur bereits verstorbene. Das ursprünglich kommerzielle Verlagsprodukt wurde 1962 vom Staat übernommen. Das SBL und das Svenska Akademiens ordbok sind die größten Nachschlagewerke Skandinaviens.
Seit dem 1. Januar 2009 ist das SBL ein eigenständiger Teil von Riksarkivet (des „Reichsarchivs“) in Stockholm.